# State of Affairs
State of Affairs – dramat polityczny, amerykański serial telewizyjny  wyprodukowany  przez Warner Bros. Television. Serial był emitowany od 17 listopada 2014 roku do 16 lutego 2015 roku przez NBC, a jego twórcą był Joe Carnahan.
9 maja 2015 roku stacja NBC ogłosiła zakończenie produkcji serialu zaledwie po jednym sezonie.

## Fabuła
Serial skupia się na Charleston Tucker, która jest najlepszą analityczką CIA. Kobieta dołącza do ekipy obecnej na codziennych briefingach dotyczących międzynarodowych kryzysów wraz z prezydentem. Tucker łączą bliskie relacje z prezydent USA, gdyż była zaręczona z jej synem, który zginął w ataku terrorystycznym.

### Obsada
- Katherine Heigl jako Charleston "Charlie" Tucker[3]
- Alfre Woodard jako  Constance Payton, prezydent[4]
- Adam Kaufman jako Lucas Newsome, analityk CIA[5]
- Sheila Vand jako Maureen James[6]
- Cliff Chamberlain jako Kurt Tannen, lingwilsta CIA[7]
- Tommy Savas jako Dashiell Greer[8],

## Role drugoplanowe i gościnne
- Leslie Odom, Jr. jako Mitchell Manning, szef Kancelarii Prezydenta[9]
- Mark Tallman jako Aaron Payton, syn Payton i narzeczony Tucker
- David Harbour jako  David Patrick, szef sztabu pani prezydent[10]
- Farshad Farahat jako Omar Fatah, terrorysta, którego atak zbrojny zabił syna prezydenta
- Chris McKenna jako  Nick Vera, agent operacyjny CIA
- Ramsey Faragallah
- Derek Ray jako  Jack Dawkins
- Nestor Carbonell jako Ray Navarro, nowy dyrektor CIA
- Courtney B. Vance jako Marshall PaytoN
- James Remar jako  Syd Vaslo,
- Alon Aboutboul
- Christopher Michael Holley jako Earl Givens
- Hakeem Kae-Kazim

### Odcinki
| Sezon | Sezon | Odcinki | Oryginalna emisja NBC | Oryginalna emisja NBC | Oryginalna emisja | Oryginalna emisja | Oryginalna emisja |
| Sezon | Sezon | Odcinki | Premiera sezonu       | Finał sezonu          | Premiera sezonu   | Finał sezonu      |                   |
| ----- | ----- | ------- | --------------------- | --------------------- | ----------------- | ----------------- | ----------------- |
|       | 1     | 13      | 24 października 2014  | 16 lutego 2015        | brak danych       | brak danych       |                   |

### Sezon 1 (2014-2015)
| #  | Tytuł           | Reżyseria             | Scenariusz                                                       | Premiera          | Premiera |
| -- | --------------- | --------------------- | ---------------------------------------------------------------- | ----------------- | -------- |
| 1  | Pilot           | Joe Carnahan          | Alexi Hawley, Joe Carnahan, Susan Morris                         | 17 listopada 2014 |          |
| 2  | Secrets & Lies  | Joe Carnahan          | Edward Allen Bernero                                             | 24 listopada 2014 |          |
| 3  | Half the Sky    | Sarah Pia Anderson    | Kim Clements                                                     | 1 grudnia 2014    |          |
| 4  | Bang, Bang      | Nelson McCormick      | Sarah Kucserka, Veronica West                                    | 8 grudnia 2014    |          |
| 5  | Ar Rissalah     | Bill Eagles           | Devon Greggory                                                   | 15 grudnia 2014   |          |
| 6  | Masquerade      | Joe Carnahan          | Adam R. Perlman                                                  | 22 grudnia 2014   |          |
| 7  | Bellerophon     | P.J. Pesce            | Matthew Lau                                                      | 5 stycznia 2015   |          |
| 8  | Ghosts          | Félix Enríquez Alcalá | Linda Burstyn                                                    | 12 stycznia 2015  |          |
| 9  | Cry Havoc       | Joshua Butler         | Heidi McAdams                                                    | 19 stycznia 2015  |          |
| 10 | The War at Home | Nelson McCormick      | Susan Morris, Ari Briskman                                       | 26 stycznia 2015  |          |
| 11 | The Faithful    | Ernest Dickerson      | Zach Ayers, Adam Gaines                                          | 2 lutego 2015     |          |
| 12 | Here and Now    | Ben Bray              | Sarah Kucserka, Veronica West                                    | 9 lutego 2015     |          |
| 13 | Deadcheck       | Joe Carnahan          | Dario Scardapane, Samantha Stratton, Joe Carnahan, Michael Perri | 16 lutego 2015    |          |

## Produkcja
7 maja 2014 roku, NBC zamówiła serial na sezon telewizyjny 2014/15.